# Гарнер, Джулия
Джулия Га́рнер (англ. Julia Garner; род. 1 февраля 1994) — американская актриса. Наиболее известна по ролям в сериалах «Озарк» (2017 — 2022), «Американцы» (2015—2018), «Маньяк» (2018), «Грязный Джон» (2018—2019) и «Изобретая Анну» (2022).

## Биография
Джулия Гарнер родилась в Ривердейле, Нью-Йорк, в еврейской семье. Её мать, Тами Гингольд, — терапевт, которая также имела успешную карьеру комедиантки в Израиле. Её отец, Томас Гарнер, — актёр и сценарист. У неё также есть старшая сестра Анна (Ани), являющаяся сценаристкой и продюсером.
Гарнер начала брать уроки актёрского мастерства в возрасте 15 лет с целью побороть застенчивость. Она дебютировала на большом экране в фильме «Марта, Марси Мэй, Марлен» (2011), где исполнила роль Сары. В 2012 году исполнила маленькую роль в фильме «Не исчезай», которую специально для неё написал режиссёр Дэвид Чейз, и в том же году исполнила свою первую главную кинороль в картине «Уже не дети». В 2013 году Гарнер вместе с Эшли Белл исполнила главную роль в хорроре «Последнее изгнание дьявола: Второе пришествие».
В 2015 году Гарнер появилась в третьем сезоне телесериала «Американцы», после чего продолжила возвращаться в шоу с гостевыми появлениями вплоть до финального шестого сезона.
Начиная с 2017 года, Гарнер исполняет одну из главных ролей, Рут Лэнгмор, в сериале Netflix «Озарк», за которую получила три номинации на премию Гильдии киноактёров США и три статуэтки премии «Эмми».
В 2022 году Гарнер исполнила роль мошенницы Анны Сорокиной в мини-сериале Netflix «Изобретая Анну», за которую была удостоена номинаций на «Золотой Глобус», «Эмми» и премию Гильдии киноактёров США.
В июне 2022 года стало известно, что Гарнер исполнит роль Мадонны в байопике певицы, режиссером которого выступит сама Мадонна. Роль в фильме под рабочим названием «Маленький воробей» актриса получила обойдя на пробах множество претенденток.

## Личная жизнь
С 28 декабря 2019 года Гарнер замужем за музыкантом Марком Фостером.

## Фильмография
| Год       |     | Русское название                                    | Оригинальное название            | Роль                          |
| --------- | --- | --------------------------------------------------- | -------------------------------- | ----------------------------- |
| 2010      | кор | Мечтатель                                           | The Dreamer                      | Девушка на тротуаре           |
| 2010      | кор | Тысяча журавлей                                     | One Thousand Cranes              | Дориан                        |
| 2011      | ф   | Марта, Марси Мэй, Марлен                            | Martha Marcy May Marlene         | Сара                          |
| 2011      | кор | Наше время                                          | Our Time                         | Кайя                          |
| 2011      | кор | Макароны с сыром                                    | Mac & Cheese                     | Мэри Кэтрин Браун             |
| 2012      | ф   | Уже не дети                                         | Electrick Children               | Рэйчел Макнайт                |
| 2012      | ф   | Хорошо быть тихоней                                 | The Perks of Being a Wallflower  | Сьюзан                        |
| 2012      | ф   | Не исчезай                                          | Not Fade Away                    | Девушка в машине              |
| 2013      | ф   | Мы такие, какие есть                                | We Are What We Are               | Роза Паркер                   |
| 2013      | ф   | Последнее изгнание дьявола: Второе пришествие       | The Last Exorcism Part II        | Гвен                          |
| 2013      | ф   | Опрометчивый                                        | Hair Brained                     | Шона Холдер                   |
| 2014      | кор | Отправка                                            | Send                             | девушка                       |
| 2014      | ф   | Я верю в единорогов                                 | I Believe in Unicorns            | Кэссиди                       |
| 2014      | ф   | Город грехов 2: Женщина, ради которой стоит убивать | Sin City: A Dame to Kill For     | Марси                         |
| 2015      | ф   | Бабушка                                             | Grandma                          | Сэйдж                         |
| 2015—2018 | с   | Американцы                                          | The Americans                    | Кимберли Бреланд              |
| 2016      | ф   | Хорошие дети                                        | Good Kids                        | Тинсли                        |
| 2016      | с   | Девчонки                                            | Girls                            | соседка по комнате            |
| 2016—2017 | с   | Отжиг                                               | The Get Down                     | Клаудия Ганнс                 |
| 2017      | ф   | Рыжим тут не место                                  | Tomato Red                       | Джамали Мерридью              |
| 2017      | ф   | Повышение влажности                                 | One Percent More Humid           | Кэтрин                        |
| 2017      | ф   | Все прекрасное - далеко                             | Everything Beautiful Is Far Away | Рола                          |
| 2017—2022 | с   | Озарк                                               | Ozark                            | Рут Лэнгмор                   |
| 2018      | с   | Трагедия в Уэйко                                    | Waco                             | Мишель Джонс                  |
| 2018      | с   | Маньяк                                              | Maniac                           | Элли Ландсберг                |
| 2018—2019 | с   | Грязный Джон                                        | Dirty John                       | Терра Ньюэлл                  |
| 2019      | ф   | Ассистентка                                         | The Assistant                    | Джейн                         |
| 2019      | с   | Современная любовь                                  | Modern Love                      | Мэдди                         |
| 2020      | с   | Робоцып                                             | Robot Chicken                    | различные роли                |
| 2022      | с   | Изобретая Анну                                      | Inventing Anna                   | Анна (Сорокина) Делви         |
| 2023      | кор | Nespresso: Ставка                                   | Nespresso: The Bet               | Джулия                        |
| 2023      | ф   | Отель «Ройал»                                       | The Royal Hotel                  | Ханна                         |
| 2024      | ф   | Квартира 7А                                         | Apartment 7A                     | Терри Джионоффрио             |
| 2025      | ф   | Вульфмен                                            | Wolf Man                         | Шарлотта Ловелл               |
| 2025      | ф   | Фантастическая четвёрка: Первые шаги                | The Fantastic Four: First Steps  | Шалла-Бал / Серебряный Сёрфер |
| 2025      | ф   | Орудия                                              | Weapons                          | Джастин Ганди                 |
|           | с   | Альтруисты                                          | The Altruists                    | Кэролайн Эллисон              |

## Награды и номинации
| Год  | Ассоциация                     | Категория                                                                 | Работа         | Результат |
| ---- | ------------------------------ | ------------------------------------------------------------------------- | -------------- | --------- |
| 2019 | Премия Гильдии киноактёров США | Лучшая женская роль в драматическом сериале                               | Озарк          | Номинация |
| 2019 | Премия Гильдии киноактёров США | Лучший актёрский состав в драматическом сериале                           | Озарк          | Номинация |
| 2019 | «Выбор телевизионных критиков» | Лучшая женская роль второго плана в драматическом сериале                 | Озарк          | Номинация |
| 2019 | «Эмми»                         | Лучшая женская роль второго плана в драматическом телесериале             | Озарк          | Победа    |
| 2020 | «Эмми»                         | Лучшая женская роль второго плана в драматическом телесериале             | Озарк          | Победа    |
| 2021 | «Выбор телевизионных критиков» | Лучшая женская роль второго плана в драматическом сериале                 | Озарк          | Номинация |
| 2021 | «Золотой Глобус»               | Лучшая женская роль второго плана — мини-сериал, телесериал или телефильм | Озарк          | Номинация |
| 2021 | Премия Гильдии киноактёров США | Лучшая женская роль в драматическом сериале                               | Озарк          | Номинация |
| 2021 | Премия Гильдии киноактёров США | Лучший актёрский состав в драматическом сериале                           | Озарк          | Номинация |
| 2022 | «Эмми»                         | Лучшая женская роль второго плана в драматическом телесериале             | Озарк          | Победа    |
| 2022 | «Эмми»                         | Лучшая женская роль в мини-сериале или фильме                             | Изобретая Анну | Номинация |
| 2023 | «Золотой Глобус»               | Лучшая женская роль второго плана в телесериале                           | Озарк          | Победа    |
| 2023 | «Золотой Глобус»               | Лучшая женская роль в мини-сериале или телефильме                         | Изобретая Анну | Номинация |
| 2023 | «Выбор телевизионных критиков» | Лучшая женская роль второго плана в драматическом сериале                 | Озарк          | Ожидается |
| 2023 | «Выбор телевизионных критиков» | Лучшая женская роль в мини-сериале или телефильме                         | Изобретая Анну | Ожидается |
| 2023 | Премия Гильдии киноактёров США | Лучшая женская роль в драматическом сериале                               | Озарк          | Ожидается |
| 2023 | Премия Гильдии киноактёров США | Лучший актёрский состав в драматическом сериале                           | Озарк          | Ожидается |
| 2023 | Премия Гильдии киноактёров США | Лучшая женская роль в телефильме или мини-сериале                         | Изобретая Анну | Ожидается |